# Melinaea membrosa
Melinaea membrosa är en fjärilsart som beskrevs av Forbes 1927. Melinaea membrosa ingår i släktet Melinaea och familjen praktfjärilar. Inga underarter finns listade i Catalogue of Life.